# Santa Cruz de Retorta
Retorta (llamada oficialmente Santa Cruz da Retorta) es una parroquia y una aldea española del municipio de Guntín, en la provincia de Lugo, Galicia.

## Otras denominaciones
La parroquia también es conocida por los nombres de Santa Cruz y Santa Cruz de Retorta.

## Organización territorial
La parroquia está formada por cinco entidades de población:

### Entidades de población
Entidades de población que forman parte de la parroquia:
- Borreiques
- Castro (O Castro)
- Retorta (A Retorta)
- Xeré

### Despoblado
Despoblado que forma parte de la parroquia:
- Castrelo

## Demografía

### Parroquia
| Gráfica de evolución demográfica de Retorta (parroquia) entre 2000 y 2020 |
|                                                                           |
| Datos según el nomenclátor publicado por el INE.                          |

### Aldea
| Gráfica de evolución demográfica de Retorta (aldea) entre 2000 y 2020 |
|                                                                       |
| Datos según el nomenclátor publicado por el INE.                      |